# Stanisław Czosnek
 Stanisław Czosnek  (ur. 1963 w Brzesku) – generał broni Wojska Polskiego, były dowódca 11 Lubuskiej Dywizji Kawalerii Pancernej, od 2020 zastępca Dowódcy Generalnego Rodzajów Sił Zbrojnych. W latach 2021 - 2024 Dowódca Centrum Operacji Lądowych - Dowódca Komponentu Lądowego. Od 1 lipca 2024 Zastępca Szefa Sztabu Generalnego.

## Przebieg służby wojskowej
W 1982 rozpoczął studia jako podchorąży w Wyższej Szkole Oficerskiej Wojsk Zmechanizowanych we Wrocławiu. Promowany na podporucznika w 1986. Zawodową służbę wojskową zaczął  w 5 Brygadzie Wojsk Obrony Wewnętrznej w Krakowie, gdzie był na stanowiskach dowódcy plutonu i dowódcy kompanii.
W 1989 został skierowany do 5 pułku strzelców podhalańskich na stanowisko dowódcy kompanii, a następnie szefa sztabu batalionu piechoty zmotoryzowanej i dowódcy batalionu piechoty zmotoryzowanej. W 1992 został skierowany na kurs przeszkolenia piechoty górskiej w Ośrodku Szkolenia Piechoty Górskiej Sił Zbrojnych we Francji. W latach 1993–1994 pełnił obowiązki szefa sztabu w 5 pułku dowodzenia. W 1996 ukończył studia w Akademii Obrony Narodowej i objął stanowisko starszego oficera w Dowództwie Krakowskiego Okręgu Wojskowego. Od 1999 pełnił obowiązki starszego oficera wydziału w Korpusie Powietrzno-Zmechanizowanym. W 2001 został wyznaczony na stanowisku szefa Wydziału oraz szefa Oddziału Operacyjnego w 2 Korpusie Zmechanizowanym w Krakowie. Ukończył studia podyplomowe w zakresie wiedzy o bezpieczeństwie narodowym na Uniwersytecie Jagiellońskim.
W 2007 został mianowany na stopień pułkownika. W latach 2011–2013 studiował na podyplomowych studiach polityki obronnej, na Narodowym Uniwersytecie Obrony w Pekinie. 11 marca 2013 objął dowodzenie 1 Brygadą Pancerną w Wesołej. W 2014 był w Afganistanie w ramach Polskiego Kontyngentu Wojskowego, gdzie pełnił obowiązki zastępcy dowódcy – grupa zastępcy dowódcy regionu wschodniego ISAF. 28 lipca 2015 został awansowany na stopień generała brygady, a 1 sierpnia 2015 mianowanie zostało mu wręczone przez prezydenta Rzeczypospolitej Polskiej Bronisława Komorowskiego. 8 grudnia 2016 wyznaczony na stanowisko zastępcy dowódcy dywizji – szefa sztabu 11 Lubuskiej Dywizji Kawalerii Pancernej w Żaganiu.
15 lutego 2017 objął stanowisko dowódcy 11 Lubuskiej Dywizji Kawalerii Pancernej. 1 marca 2018 awansowany na stopień generała dywizji. Akt mianowania odebrał z rąk prezydenta Rzeczypospolitej Polskiej Andrzeja Dudy w trakcie obchodów Narodowego Dnia Pamięci „Żołnierzy Wyklętych”. 20 marca 2020 wyznaczony został na stanowisko zastępcy Dowódcy Generalnego Rodzajów Sił Zbrojnych. Od listopada 2021 r. do czerwca 2024 r. był Dowódcą Centrum Operacji Lądowych - Dowódcą Komponentu Lądowego. Od 1 lipca 2024 r. zajmuje stanowisko zastępcy szefa Sztabu Generalnego WP.

## Awanse
- podporucznik – 1986[2]

(...)
- pułkownik – 2007[1]
- generał brygady – 28 lipca 2015[1]
- generał dywizji – 1 marca 2018[10]
- generał broni – 14 sierpnia 2024[11]

## Ordery, odznaczenia i wyróżnienia
- Srebrny Medal za Długoletnią Służbę[2]
- Gwiazda Afganistanu[2]
- Złoty Medal „Siły Zbrojne w Służbie Ojczyzny”[2]
- Złoty Medal „Za zasługi dla obronności kraju”[2]
- Odznaka Skoczka Spadochronowego Wojsk Powietrznodesantowych – 1984
- Odznaka pamiątkowa 1 Brygady Pancernej – 2013 ex officio
- Odznaka pamiątkowa 11 Dywizji Pancernej – 2017 ex officio
- Odznaka „Za opiekę nad zabytkami” – 2018[12]
- Honorowy Medal Świętego Jerzego (przyznany przez United States Armor Association) – 2019[13]
- Medal „Pro Bono Poloniae” – 2019[14]
- Medal „W służbie Bogu i Ojczyźnie” – 2019[15]
- tytuł „Honorowy Podhalańczyk”  – 2019[16].

i inne.